# Khatun
Khatun (persa: خاتون, khātūn) o hatun (turc: hatun) fou un títol d'origen sogdià que portaven les sobiranes turques, les esposes dels sobirans turcs i també les parentes del sobirà. El van rescatar els seljúcides i els corasmis i després els genguiskànides. En època timúrida fou substituït a l'Àsia central per begum, després també utilitzat a l'Índia; de fet, encara avui dia al Pakistan es diu begum a les dones d'alt rang.

## Algunes dones amb el tìtol hatun
- Gürcü Hatun
- Mal Hatun
- Mama Hatun
- Nilüfer Hatun